# Kál-Kápolna–Kisújszállás-vasútvonal
Az Alföldön, a Közép-Tisza-vidékét átszelő Kál-Kápolna–Kisújszállás vasútvonal a MÁV 102-es számú, egyvágányú, nem villamosított mellékvonala.

## Történet
A gróf Károlyi Gyula és társaival alapított Mátrai, későbbi nevén Mátra–Körösvidéki Helyiérdekű Vasúttársaság által korábban megkezdett Kisterenye–Kál-Kápolna-vasútvonal folytatásaként épülő vasútvonal a Mátra vidékét kötötte össze az Alfölddel. A mai Kisterenye–Kál-Kápolna-vasútvonal és Kál-Kápolna–Kisújszállás-vasútvonal elődjeinek számító Kisterenye–Kisújszállás helyiérdekű vasútvonalat 1887. július 31-én helyezték forgalomba. A síkvidéki jellegű Kál-Kápolna és Kisújszállás közötti vonalszakasz nagyobb hídjai a Tiszát és a Berettyót hidalták át. A felépítmény 23,6 kg/fm tömegű, „i” jelű sínekből épült.

## Felépítmény
Az utoljára 1972-1974 között felújított vasúti pálya a hagyományos, hevederes illesztésű, 48 kg/fm sínrendszerű, geós sínleerősítésű, talpfás alátámasztású és zúzottkő ágyazatban fekszik. A vonal középső szakaszán található a Kiskörei Tisza-híd, az ország utolsó közös használatú közúti-vasúti hídja. A hídon 180 kN-ban korlátozott tengelyterhelés és 20 km/h-s lassújel van érvényben, amelyet a 2018-2019 között tartott felújítás után 40 km/h-ra emeltek.

## Forgalom

### Utasforgalom
A Kál-Kápolna–Kisújszállás-vasútvonalat igénybe vevő utasok számát az alábbi táblázat tartalmazza, nem számítva a jogszabály alapján díjmentesen utazókat (65 év felettiek, 6 év alattiak, határon túli magyarok, díjmentesen utazó diákcsoportok).
| Év   | Utasszám | Változás |
| ---- | -------- | -------- |
| 2018 | 78 533   |          |

## Galéria

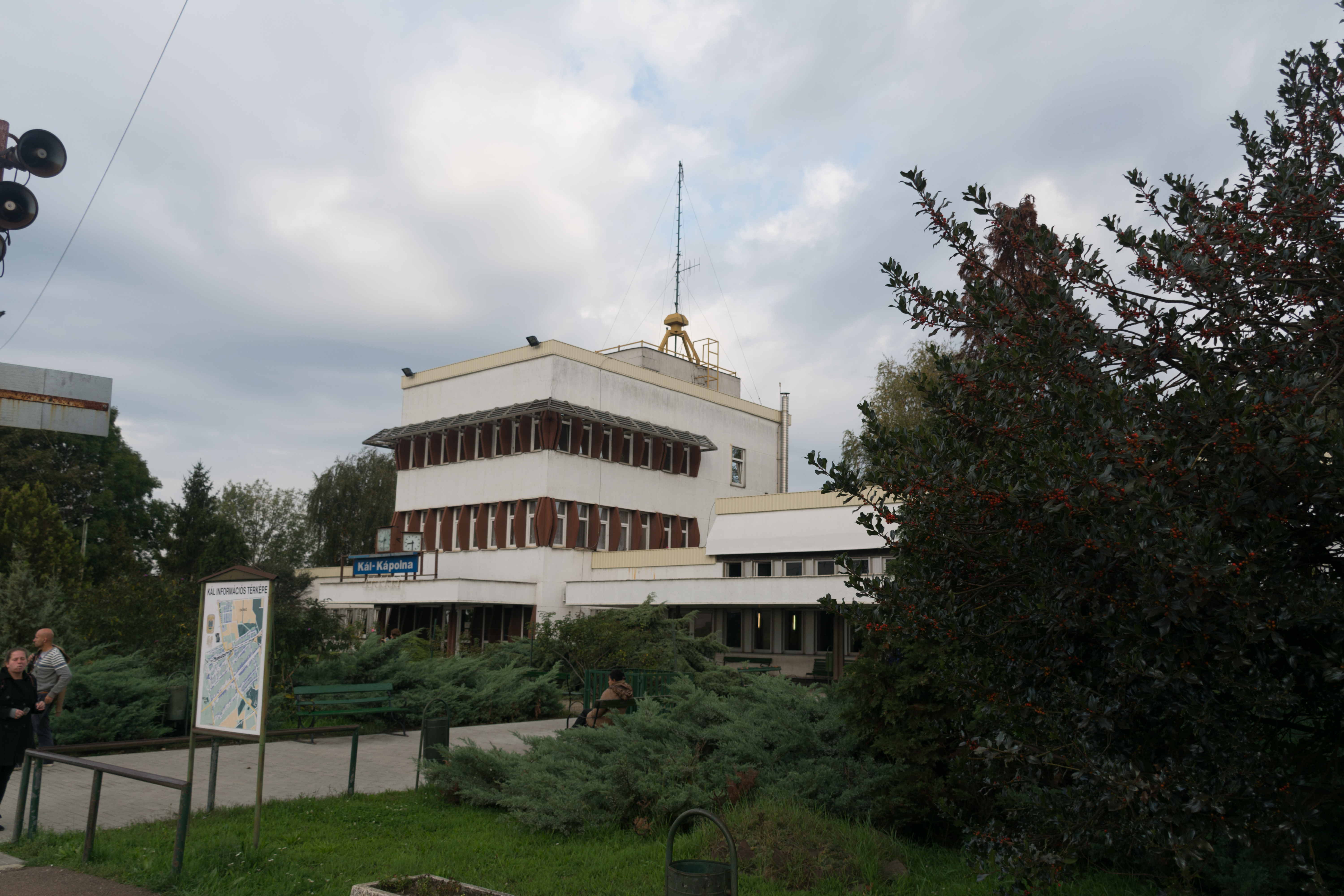
Kál-Kápolna
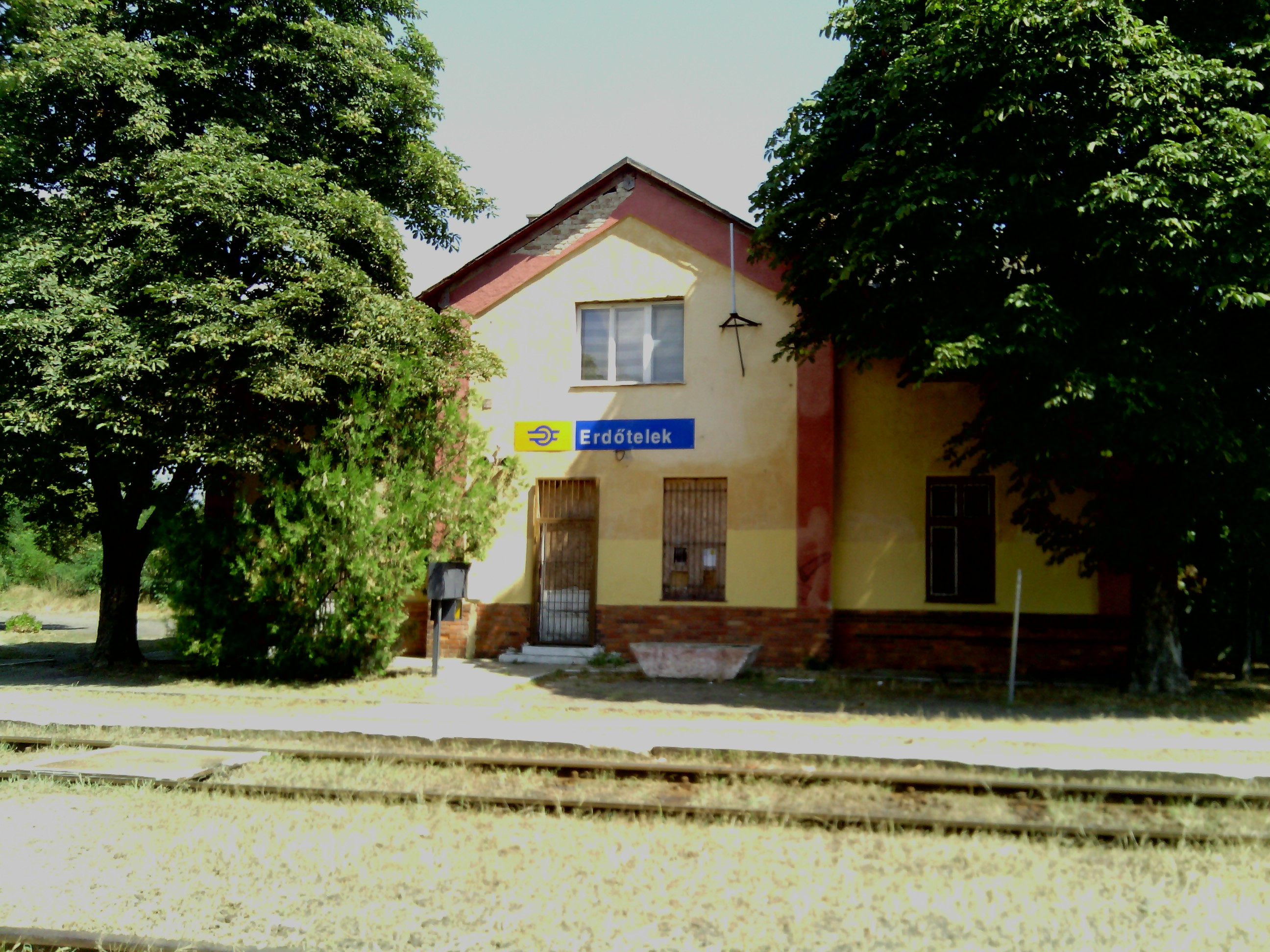
Erdőtelek
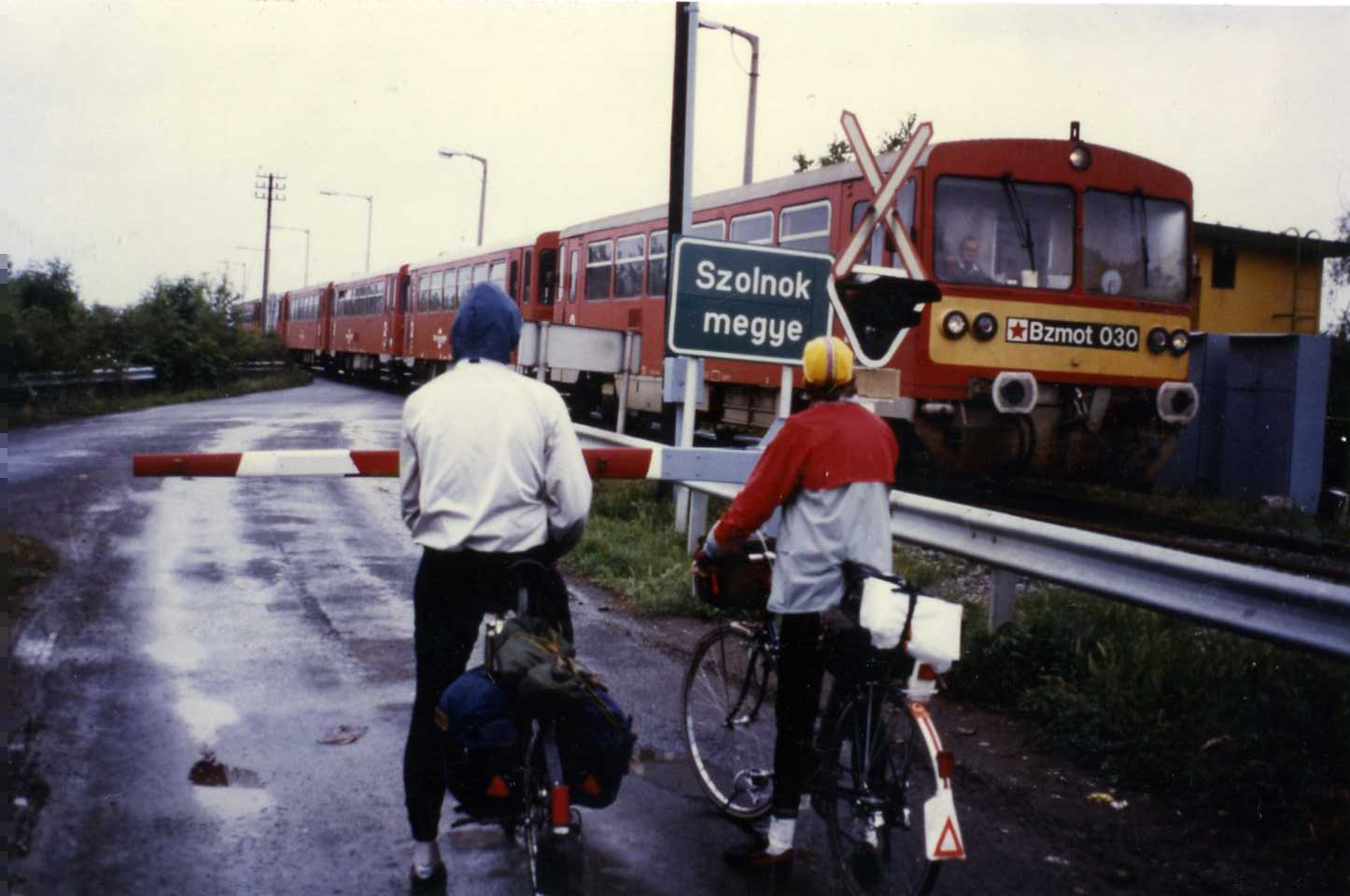
Kisköre-Tiszahíd 1988-ban
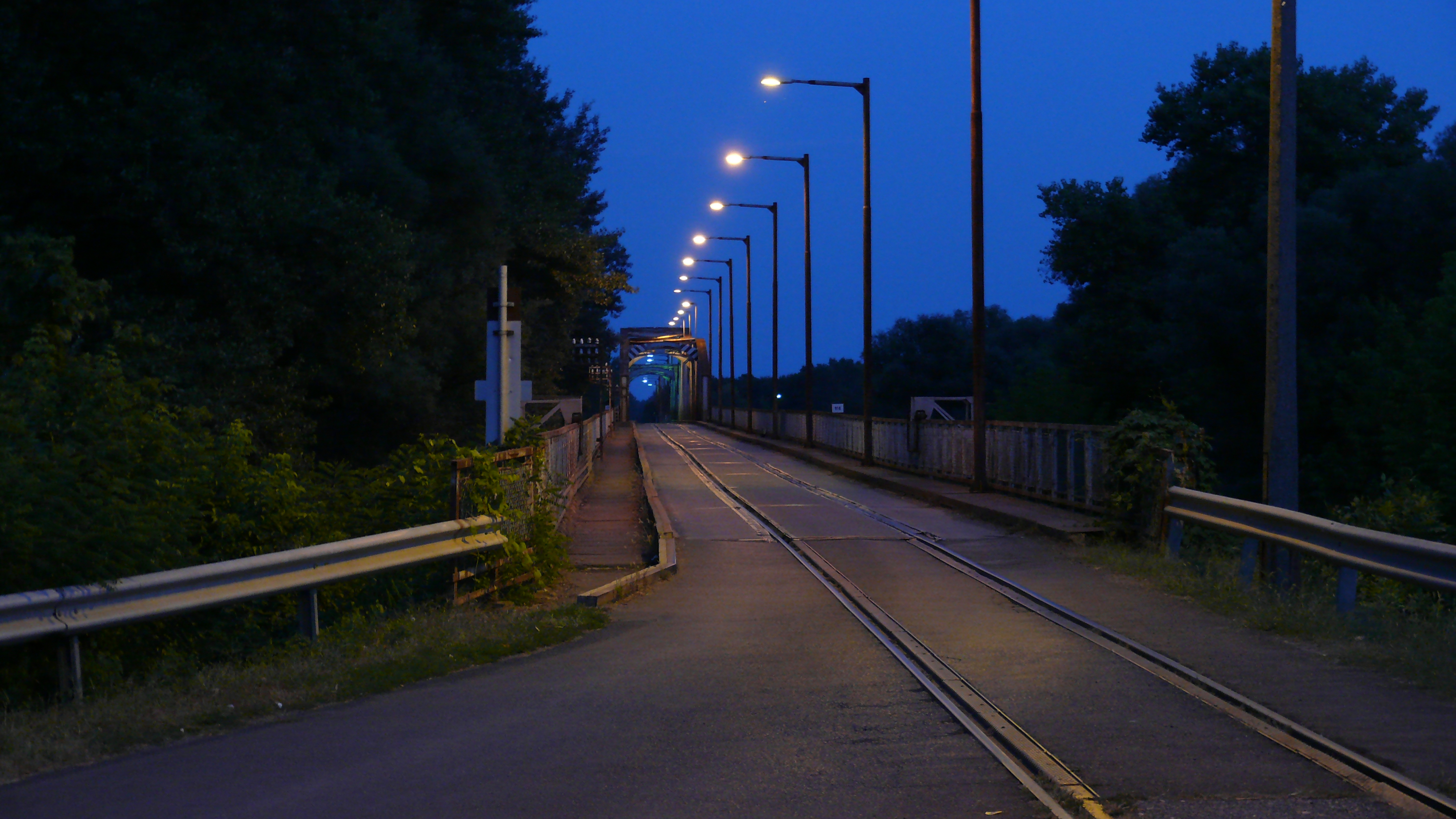
Kisköre-Tiszahíd 2012-ben
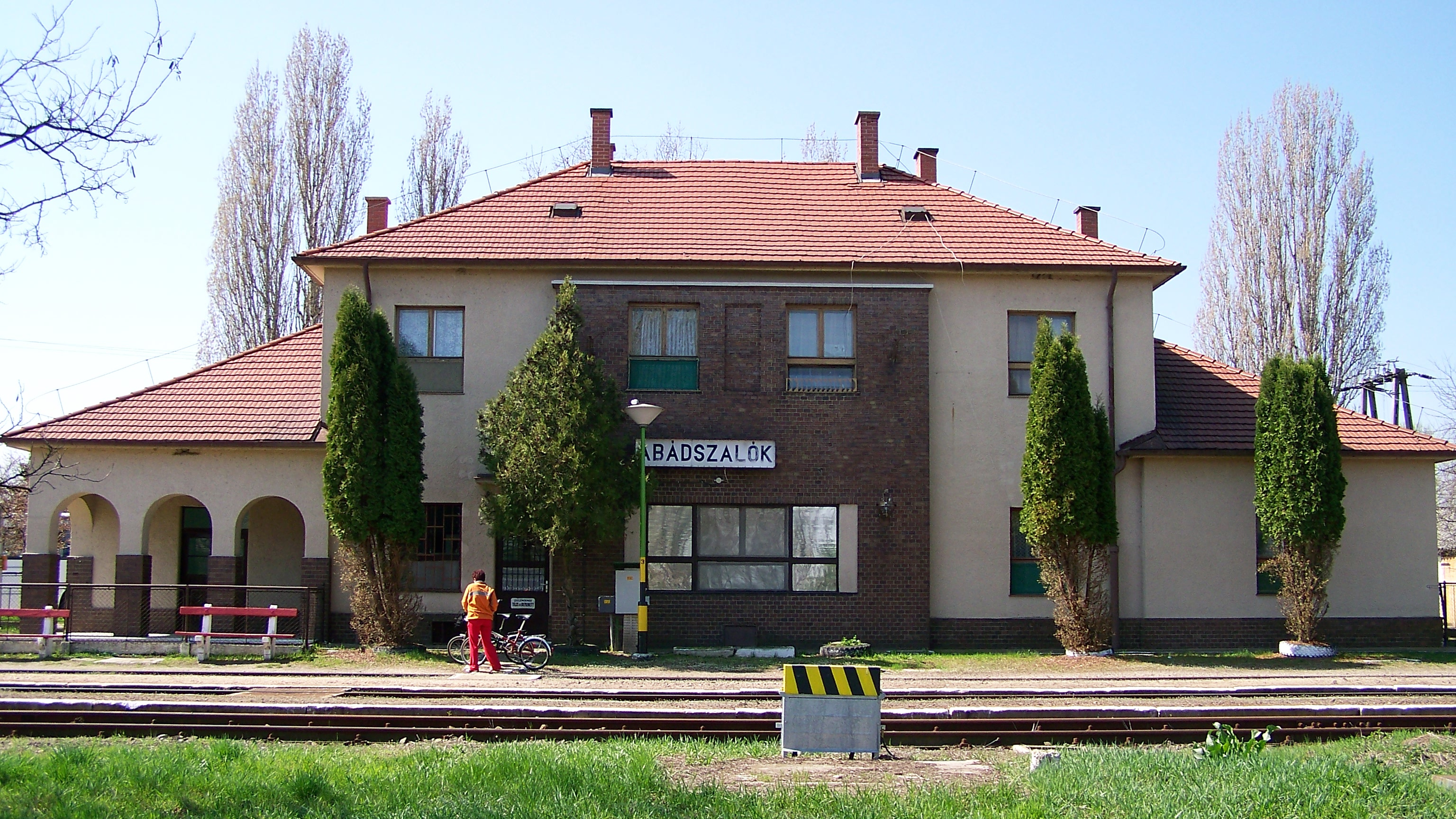
Abádszalók
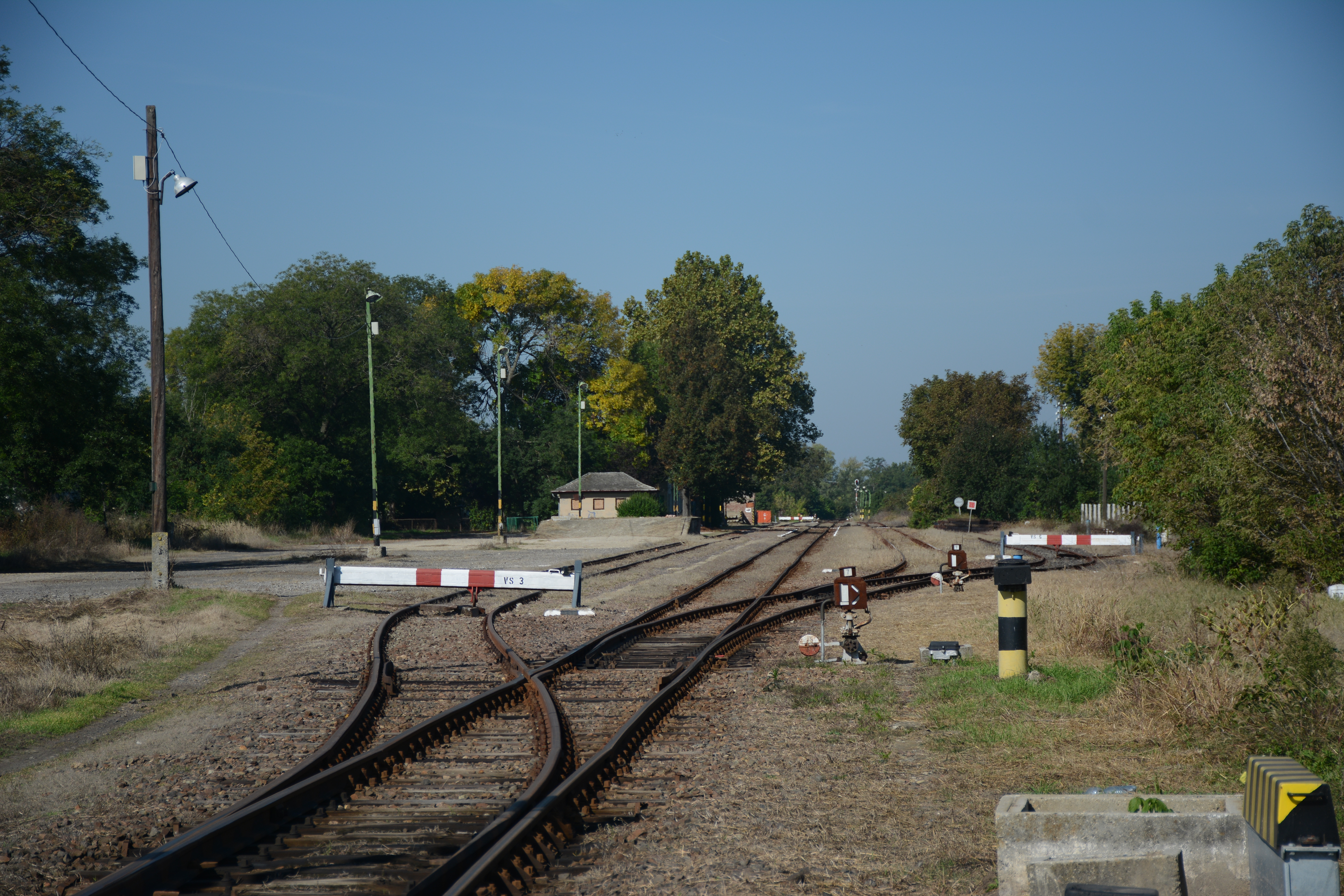
Kunhegyes